# Геологічний словник
Геологічний словник — фундаментальне видання, у якому системно, із зорієнтованістю на потреби студентів розкрито зміст геологічних термінів і понять з усіх розділів науки про Землю; подано значну кількість ілюстрацій, що сприяє кращому засвоєнню термінології.

## Про словник
Словник містить тлумачення понад 2700 геологічних термінів. Більш детально розглянуто поняття з області історичної геології, а також нові терміни, роз'яснення яких важко знайти студентам у навчальній і довідковій літературі. Важливою рисою «Геологічного словника» є тлумачення староукраїнських термінів (переважно мінералогічних і петрографічних).
Основними принципами під час створення «Геологічного словника» для студентів були простота викладу, повнота охоплення програмної геологічної номенклатури, ілюстративний супровід тлумачень основних понять.
Під час підготовки словника було використано сучасні літературні та електронні інформаційні джерела. У процесі відбору термінів та їх тлумачення автор спирався на колективний досвід спеціалістів-геологів, відображений у численних монографіях, статтях, словниках, довідниках, рекомендаціях, нормативних документах тощо. Допомогли також енциклопедичні видання, словники та довідники, створені спеціалістами суміжних наук — географами, фізиками, біологами, екологами, хіміками.
Для кращого розуміння термінів тлумачення супроводжуються значною кількістю (близько 290) ілюстрацій — фотографій, схем, таблиць, більшість яких залучено з інших видань (переважно електронних). Частину фотографій надано директором мінералогічного музею Одеського національного університету ім. І. І. Мечникова В. П. Усенком.
Геологічний словник розраховано переважно для студентів негеологічних спеціальностей, які вивчають курс геології. Він буде корисним і студентам-геологам, а також аспірантам, викладачам вищих навчальних закладів, науковцям, геологам-практикам, учителям географії, абітурієнтам, старшокласникам, а також усім, кого цікавлять науки про Землю.
Рекомендований Міністерством освіти і науки України як словник для студентів вищих навчальних закладів.

## Автор
Вовк Валентин Михайлович — кандидат геолого-мінералогічних наук, доцент, доцент кафедри географії та геоекології Центральноукраїнського державного педагогічного університету ім. В. Винниченка.

## Рецензенти
- Є. П. Ларченков, доктор геолого-мінералогічних наук, професор (Одеський національний університет ім. І. І. Мечникова).
- Матвіїшина Жанна Миколаївна, доктор географічних наук, професор (Інститут географії НАН України).
- М. Г. Демчишин, доктор технічних наук, професор (Інститут геологічних наук НАН України).

## Онлайн-версія
На основі друкованого видання «Геологічного словника» було створено навчально-науковий вебресурс, спрямований на поширення та популяризацію геологічної інформації, розроблений у відповідності до принципів відкритості та доступності знань.
Пропонуються визначення понад 3000 геологічних термінів і понять. Для зручності роботи з великим обсягом інформації реалізовано інтерактивний розширений пошук по термінам, їх визначенням, розділам геологічної науки; а також можливість сортування за певними критеріями.
З метою підвищення рівня наочності і візуалізації інформації пропонується значний обсяг (понад 1000) ілюстративних матеріалів. Фотознімки, схеми і картографічні твори отримано із загального централізованого сховища Wikimedia Commons та систематизовано у відповідності до загальноприйнятої галузевої структури геологічної науки.
«Геологічний словник: відкритий навчально-науковий веб-ресурс» є першим некомерційним україномовним тематичним вебсервісом геологічного спрямування і не має аналогів у вітчизняному освітньо-науковому інформаційному просторі.
Будучи електронним джерелом, «Геологічний словник: відкритий навчально-науковий веб-ресурс» не припиняє свій розвиток, зазнає постійних змін, модернізації та вдосконалення з метою актуалізації інформації і якомога ширшого охоплення геологічної тематики.